# Џанјуари Џоунс
Џанјуари Кристен Џоунс (енгл. January Kristen Jones; 5. јануар 1978) је америчка филмска и телевизијска глумица и модел. Позната је по улози Бети Дрејпер у серији Људи са Менхетна.

## Детињство
Џоунсова је рођена у Брукингсу (Јужна Дакота), у породици Марвина Џоунса, фудбалског судије, тренера и фитнес–инструктор, и Карен Џоунс, власнице бутика спортске опреме. Џанјуари, која је необично име добила по лику из романа Once Is Not Enough Џеклин Сузан. Има две сестре – Џејси и Џину.

## Филмографија
| Улоге Џанјуари Џоунс |                          |               |                      | |
| Година               | Српски назив             | Изворни назив | Улога                | Напомена |
| 1999.                | Сестринство              |               | Број 1               | ТВ филм |
| 1999.                |                          |               | Џејн Коен            | ТВ серија |
| 1999.                | Сав тај бес              |               | Џанис Тејлор         | |
| 2001.                | Стакленик                |               | Девојчица            | |
| 2001.                | Бандити                  |               | Клер                 | |
| 2002.                |                          |               | Дајана Кроа          | ТВ филм |
| 2002.                | Табу                     |               | Елизабет             | |
| 2002.                | До краја                 |               | Трејси               | |
| 2003.                | Без љутње, молим         |               | Џина                 | |
| 2003.                | Америчка пита 3: Венчање |               | Кејденс Флаерти      | |
| 2003.                | У ствари љубав           |               | Џени                 | |
| 2004.                | Прљави плес: Ноћи Хаване |               | Ева                  | |
| 2004.                |                          |               | Миси Дејвис          | ТВ серија |
| 2005.                |                          |               | Луен Нортон          | |
| 2005.                |                          |               | Мариса Велс          | ТВ серија (2004—2006) |
| 2006.                |                          |               | Дарла                | |
| 2006.                | Ми смо тим               |               | Карол Досон          | |
| 2007—2015.           | Људи са Менхетна         |               | Бети Дрејпер Френсис | ТВ серија (2007—2015) номинована — Златни глобус за најбољу главну глумицу у драмској ТВ серији (2009) номинована — Златни глобус за најбољу главну глумицу у драмској ТВ серији (2010) номинована — Еми за најбољу глумицу у драмској ТВ серији (2010) |
| 2008.                | Ред и закон              |               | Ким Броди            | ТВ серија |
| 2009.                |                          |               | Еленора              | |
| 2011.                | Безимени                 |               | Елизабет Харис       | |
| 2011.                | Икс-људи: Прва класа     |               | Ема Фрост            | |
| 2011.                | Ланац освете             |               | Лора Жерар           | |
| 2013.                |                          |               | Сара                 | |
| 2015—2018.           | Последњи човек на Земљи  |               | Мелиса Шарт          | ТВ серија (2015—2018) |